# Воютицька сільська рада
Воютицька сільська рада — орган місцевого самоврядування у Самбірському районі Львівської області. Адміністративний центр — село Воютичі.

## Загальні відомості
Воютицька сільська рада утворена в грудні 1944 року. Територією ради протікає річка Стрв'яж.

## Населені пункти
Сільській раді підпорядковані населені пункти:
- с. Воютичі
- с. Заріччя
- с. Язи

## Склад ради
Рада складається з 16 депутатів та голови.

### Керівний склад ради
| ПІБ                       | Основні відомості                                                                                  | Дата обрання | Дата звільнення |
| ------------------------- | -------------------------------------------------------------------------------------------------- | ------------ | --------------- |
| Лесько Іван Михайлович    | Сільський голова, 1960 року народження                                                             | 26.03.2006   | 11.03.2009      |
| Яремко Михайло Михайлович | Сільський голова, 1971 року народження, освіта вища, безпартійний                                  | 02.08.2009   | 31.10.2010      |
| Яремко Михайло Михайлович | Сільський голова, 1971 року народження, освіта вища, член Всеукраїнського об'єднання «Батьківщина» | 31.10.2010   |                 |

Примітка: таблиця складена за даними джерела